# Vrabčí hory

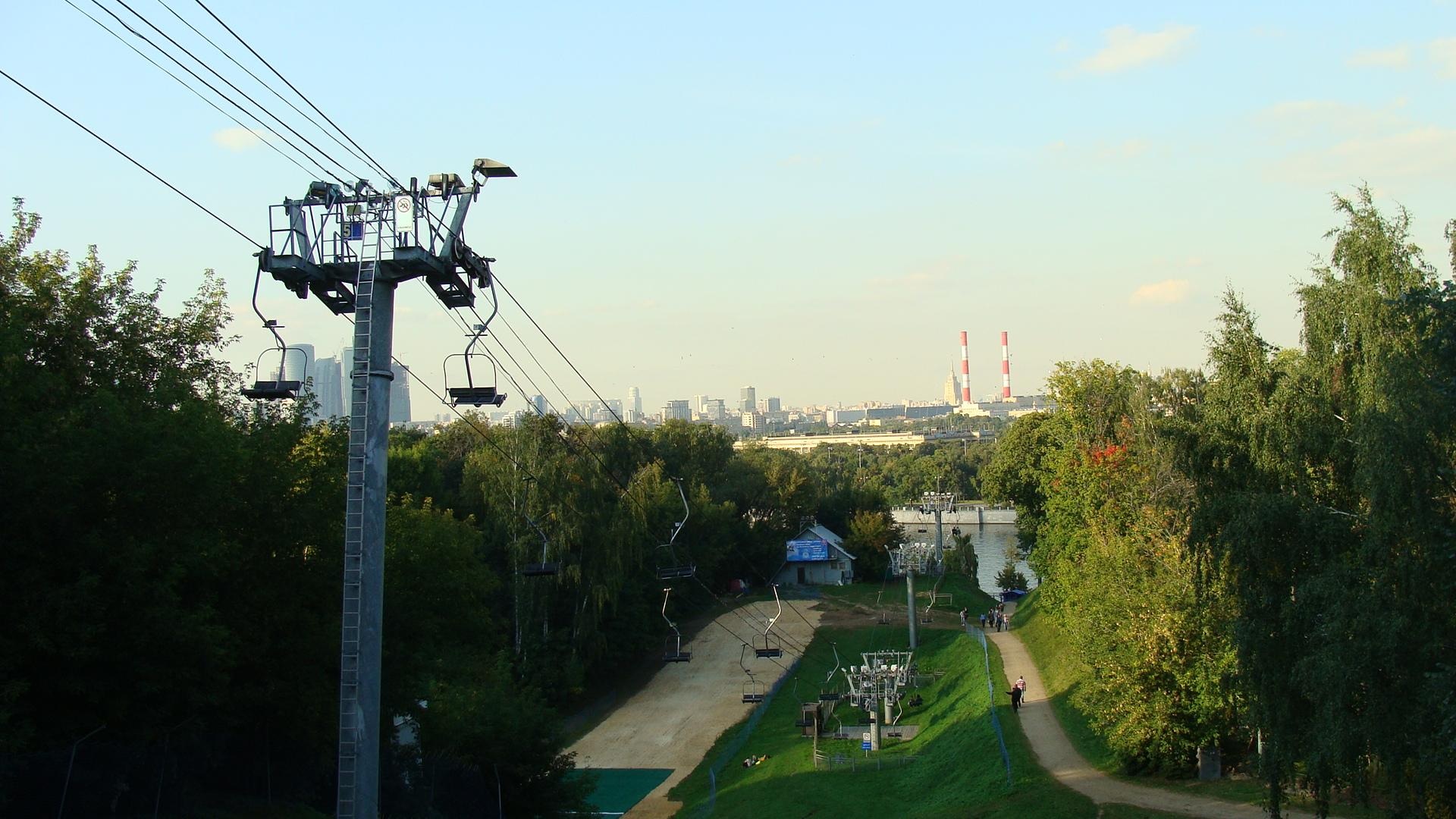
Lyžařský vlek s panoramatem Moskvy v pozadí

Vrabčí hory (rusky Воробьёвы го́ры, v letech 1935–1991 Leninské hory) jsou část ruské metropole Moskvy, ležící asi 7 km jihozápadně od Rudého náměstí. Je to pahorkatina porostlá listnatými stromy, převyšující okolní terén o více než 80 metrů, nachází se na pravém břehu řeky Moskvy nad jejím soutokem se Setuní. Je hojně navštěvována za rekreačními účely i díky ideální vyhlídce na centrum města.

## Další informace
Pojmenování lokality pochází od poustevníka jménem Vorobej (Vrabec), který tu žil v 15. století. Členitý a lesnatý terén se nehodil pro zástavbu, takže se zde zachovala oáza neporušené přírody uprostřed velkoměsta. Návštěvníkům je k dispozici sjezdovka i skokanský můstek. Na Vrabčích horách se nachází areál Moskevské státní univerzity, který je dominantou města; dalšími atrakcemi jsou ateliéry Mosfilmu, chrám sv. Trojice nebo Palác pionýrů. Naproti přes řeku se nachází sportovní komplex Lužniki a Novoděvičí klášter. Unikátní je místní stanice metra z roku 1958, umístěná v tubusu mostu nad řekou. V roce 1987 byla oblast vyhlášena přírodní rezervací.
Michail Bulgakov umístil část svého románu Mistr a Markétka právě na Vrabčí hory.
V roce 1980 se jel na Vrabčích horách olympijský závod v silniční cyklistice. 